# André Pinto
André Pinto Candançam (* 14. Dezember 1978 in São Paulo) ist ein ehemaliger brasilianischer Fußballspieler.

## Karriere
André begann seine Karriere 1997 bei AA Flamengo und spielte unter anderem auch bei EC XV de Novembro und AA Portuguesa (RJ). 2003 unterschrieb er einen Vertrag beim portugiesischen Nacional Funchal. 2003 wechselte er auf Leihbasis zum Zweitligisten CD Santa Clara. 2004 kehrte er zu Nacional Funchal zurück. In der Saison 2005/06 schoss er 14 Tore. Sommer 2006 wechselte er zum japanischen Kyōto Sanga. Am Ende der J1 League 2006 stieg der Verein in die zweite Liga ab. Für den Verein bestritt er 42 Ligaspiele und schoss dabei 18 Tore. 2008 kehrte er nach Portugal zurück. Hier spielte er bis 2010 für Marítimo Funchal und FC Paços de Ferreira.